# Philip Jackson
| Philip Jackson                            | Philip Jackson                                      |
| Kattints az alábbi külső linkek egyikére! | Kattints az alábbi külső linkek egyikére!           |
| ----------------------------------------- | --------------------------------------------------- |
| Nem található szabad kép.(?)              |                                                     |
| külső link · jogvédett                    | Japp felügyelő szerepében a „Poirot” tévésorozatban |

Philip Jackson (Retford, Nottinghamshire, 1948. június 18. –) brit színpadi, televíziós és filmszínész. Legismertebb szerepe Japp rendőr-főfelügyelő az Agatha Christie: Poirot  c. televíziós krimisorozatban.

## Élete, pályája
A nottinghamshire-i Retfordban született. A Bristoli Egyetemen tanult színművészetet és német nyelvet, irodalmat. Első színpadi fellépéseit ezekben az években kezdte, leedsi, liverpooli és londoni színházakban. Későbbi emlékezetes szerepei között tartják számon 1991-es Pozzo-alakítását a West End Theatre színházban, Samuel Beckett: Godot-ra várva c. színművében, és 2010-es Willy Loman-alakítását a leedsi West Yorkshire Playhouse színházban, Arthur Miller: Az ügynök halála c. drámájában. 1998-ban a Little Voice-ban nyújtott alakításáért a színpadi színészek szakmai szövetsége (Screen Actors Guild) díjára jelölték.
Legismertebb filmszerepét az 1989–2013 között forgatott Agatha Christie: Poirot c. brit televíziós sorozatban játszotta. Állandó szerepében James Japp főfelügyelőt, Hercule Poirot (David Suchet) állandó harcostársát és vetélytársát alakította a sorozat 40 epizódjában. A sorozat sikere meghozta számára a nemzetközi ismertséget. Magyar szinkronhangját Ujlaki Dénes adta.
Számos nagy-britanniai televíziós filmben és sorozatban szerepelt, köztük a Coronation Street-ben, az 1980-as években a Robin of Sherwood-sorozatban, itt Hugo de Rainault apátot, Robin Hood (Michael Praed) állandó, visszatérő ellenfelét játszotta.
Szerepelt az A Touch of Frost, a Foyle háborúja, Kisvárosi gyilkosságok c. tévésorozatok epizódjaiban, az Angolkák és A bor nem válik vízzé vígjátékokban, az 1979-es  Scum - Söpredék c. krimiben és a Paul McCartney forgatókönyvéből (és szereplésével) forgatott 1984-es  Add át üdvözletem a Broad Streetnek c. zenés filmben.
Szerepelt több brit hangjátékban. A 2015 májusában kiadott Gulliver utazásai c. (angol nyelvű) hangoskönyv az ő hangján hallható.
2011-ben főszerepet (Ron) kapott a BBC háromrészes vígjátékában, a Sugartown-ban, ismert brit tévés sztárokkal (Sue Johnston, Tom Ellis) együtt. A 2011-es Egy hét Marilynnel c. filmdrámában Marilyn Monroe testőrét (Roger Smith-t) alakította. (A filmben, amely két Oscar-jelölést is elért, Marilynt Michelle Williams, Sir Laurence Olivier-t Kenneth Branagh játszotta).

## Magánélete
Sally Baxter angol színésznőt (*1959) vette feleségül, két gyermekük született, George Jackson karmester és Amy Raine Jackson.

## Fontosabb televíziós és filmszerepei
- 1974 : Bevarrva / Porridge (Melvin „Dylan” Bottomley)
- 1976 : A bor nem válik vízzé / Last of the Summer Wine (Gordon)
- 1978 : Filléreső / Pennies from Heaven (Dave)
- 1979 : Scum - Söpredék (Greaves)
- 1982 : Coronation Street  (Smithy)
- 1983 : Meghökkentő mesék sorozat, Where’s Your Sense of Humour? epizód (George Forester)
- 1984 : Add át üdvözletem a Broad Streetnek (Alan)
- 1984–86 : Robin of Sherwood sorozat (Hugo de Rainault apát)
- 1985 : A doktor és az ördögök (Andrew Merry-Lees)
- 1987 : A negyedik záradék / The Fourth Protocol (Burkinshaw)
- 1988 : Vérmes remények (Martin)
- 1989–2013 : Agatha Christie: Poirot sorozat, 40 epizódban (Japp főfelügyelő)
- 1993 : Álnokság /Bad Behaviour (Howard Spink)
- 1996 : Fújhatjuk! / Brassed off (Jim)
- 1997 : Ópiumháború  (White kapitány)
- 1998 : Betti néni / Cousin Bette (De Wissembourg)
- 1998 : Műszak után, Las Vegas! / Girls’ Night (Dave)
- 1998 : Little Voice (George)
- 1999–2005 : A Touch of Frost sorozat (Sharpe nyomozó őrmester)
- 2000 : A hét legfőbb bűn / The Sins (Mickey Thomas)
- 2001 : A néma szemtanú sorozat, „Faith” epizód (Mike Toner detektív-felügyelő)
- 2003 : Bűn és bűnhődés (Marmaladov)
- 2003 : A cég / The Trust tévésorozat, 1 epizód (James)
- 2003 : Teréz anya - A szegények szolgálója / Madre Teresa (Logan)
- 2003 : Más/Arc / Second Nature (Lawrence Augenblick)
- 2003 : Angolkák (Cereal Director)
- 2004 : Vagányok - Öt sikkes sittes sorozat, „The Last Gamble” epizód (Arthur Bond)
- 2005 : Funland tévésorozat (Leo Finch)
- 2005 : Út a mennyországba (William)
- 2005 : Pasik, London, Szerelem / The Best Man (Mr Barker)
- 2006 : Foyle háborúja sorozat, Invázió c. epizód (Alan Carter)
- 2006 : Az ókori Róma (Jovius)
- 2006 : Yorkshire-i szívügyek / Chase sorozat (Frank Jones)
- 2007 : Cukrosnéni (Stephen apu)
- 2007 : Fanny Hill - Egy örömlány emlékiratai (Mr Croft)
- 2008 : A tett helyszíne / Place of Execution (Old George Bennett)
- 2008 : Margaret: Hosszú menet Finchley-ig (Alfred Roberts)
- 2008 : Harley Kórház tévésorozat, 3 epizód (Mal Fielding)
- 2008 : Kisvárosi gyilkosságok sorozat, A hiba c. epizód (Daniel Snape)
- 2009 : Margaret tévéfilm (Bernard Ingham)
- 2011 : Izlandi alvilág (William)
- 2011 : Sugartown tévésorozat (Ron)
- 2011 : Egy hét Marilynnel (Roger Smith)
- 2012 : Kakukk tévésorozat (Tony)
- 2012 : Stars in Shorts (Trevor)
- 2013 : Senki többet (Fred)
- 2014 : Halál a paradicsomban (David Witton)
- 2013–2016 : Raised by Wolves tévésorozat (Grampy)